# Сеньково (Борковська волость)
Сеньково (рос. Сеньково) — присілок в Великолуцькому районі Псковської області Російської Федерації.
Населення становить 1 особу. Входить до складу муніципального утворення Пореченська волость.

## Історія
Від 2014 року входить до складу муніципального утворення Пореченська волость.

## Населення
| 2001 | 2002 | 2010 |
| ---- | ---- | ---- |
| 1    | ↗2   | ↘1   |